# Museo Histórico Municipal de Priego de Córdoba
El Museo Histórico Municipal de Priego de Córdoba es un museo de gestión y propiedad municipal ubicado en la localidad de Priego de Córdoba, en la provincia de Córdoba, España. 
Su actual sede en el Centro Cultural Adolfo Lozano Sidro es provisional, habiéndose proyectado el traslado de la institución a al Molino de los Montoro, cerca del castillo de Priego. La colección expuesta es solo una mínima parte de los fondos del museo. Estos proceden de excavaciones arqueológicas en el municipio así como de donaciones particulares.

## Historia
Fue creado en 1983, aunque el interés en la creación de un museo arqueológico en el municipio data al menos desde 1972. Entre los años 1963 y 1983 se consolida en la ciudad una tradición espeleológica que desembocaron en un incipiente coleccionismo. Así en 1976 el Grupo de Exploraciones Subterráneas de Priego ya tenía entre sus objetivos la creación de un museo arqueológico. Finalmente, el pleno de 24 de noviembre de 1983 acuerde la creación del museo.
No obstante, este primer museo precario y con falta de fondos ubicado en las Carnicerías Reales llevó a su cierre en 1986. La inauguración en su sede actual en el Centro Cultural Adolfo Lozano Sidro se dio en 1989, así como la primera intervención arqueológica del Servicio Municipal de Arqueología y la publicación del número 1 de su revista anual ANTIQVITAS, calificada en el grupo B del CIRC (Clasificación Integrada de Revistas Científicas), cuyos estudios son preferentemente del ámbito del valle del Guadalquivir, si bien excepcionalmente publica artículos de otros ámbitos de la península ibérica. En 1993 se creó la Asociación de Amigos del Museo y dos años más tarde se realizó una reformulación de la exposición permanente, así como otra más relevante en 2005.
En 2011 se inauguraron dos pequeñas sedes externas, incluidas en una Ruta de Arqueología Urbana, debido a los resultados de las excavaciones arqueológicas: un horno de cerámica medieval andalusí y una caldera hispanorromana. En 2014 dos piezas del museo fueron cedidas para una exposición temporal en el Museo del Louvre.

## Nueva sede
En octubre de 2020 la Junta de Andalucía firmó la realización de las obras de restauración del molino de los Montoro, antigua almazara de finales del siglo XIX en la Huerta de las Infantas que pretende ser el futuro Museo Arqueológico de Priego y cuya ejecución quedó paralizada desde 2011. El 4 de junio de 2021 se licitaron las obras con un presupuesto de 1,6 millones de euros. Pero está a la espera de comenzar las obras en 2026.